# Liste der griechisch-orthodoxen Patriarchen
Liste der griechisch-orthodoxen Patriarchen steht für:
- Liste der Patriarchen von Konstantinopel
- Liste der griechisch-orthodoxen Patriarchen von Alexandria
- Liste der griechisch-orthodoxen Patriarchen von Antiochien
- Liste der griechisch-orthodoxen Patriarchen von Jerusalem